# 尤什特湖
55°30′25″N 60°20′55″E / 55.50694°N 60.34861°E
尤什特湖（俄语：Юшты），是俄羅斯的湖泊，位於該國西南部，由車里雅賓斯克州負責管轄，長1.2公里、寬0.4公里，面積0.6平方公里，海拔高度289米，最大水深8米。